# Eslava (Navarra)
Eslava (en euskera: Eslaba) es una villa y municipio español de la Comunidad Foral de Navarra, situado en la Merindad de Sangüesa, en la Comarca de Sangüesa y a 56 km de la capital de la comunidad, Pamplona. Su población en 2024 fue de 106 habitantes (INE). Ubicado en la Zona no vascófona de Navarra.

## Historia
En el término municipal de Eslava se encuentra la ciudad romana de Santa Criz, lo que denota una población muy antigua del territorio. La ciudad romana de Santa Criz fue declarada en 2016 Bien de Interés Cultural.

En la Edad Media Eslava era un importante centro. Disponía de un castillo ya documentado en el siglo XIII. El castillo fue uno de los primeros en ser demolido, en 1516, por orden del cardenal Cisneros para evitar levantamientos contra Castilla.

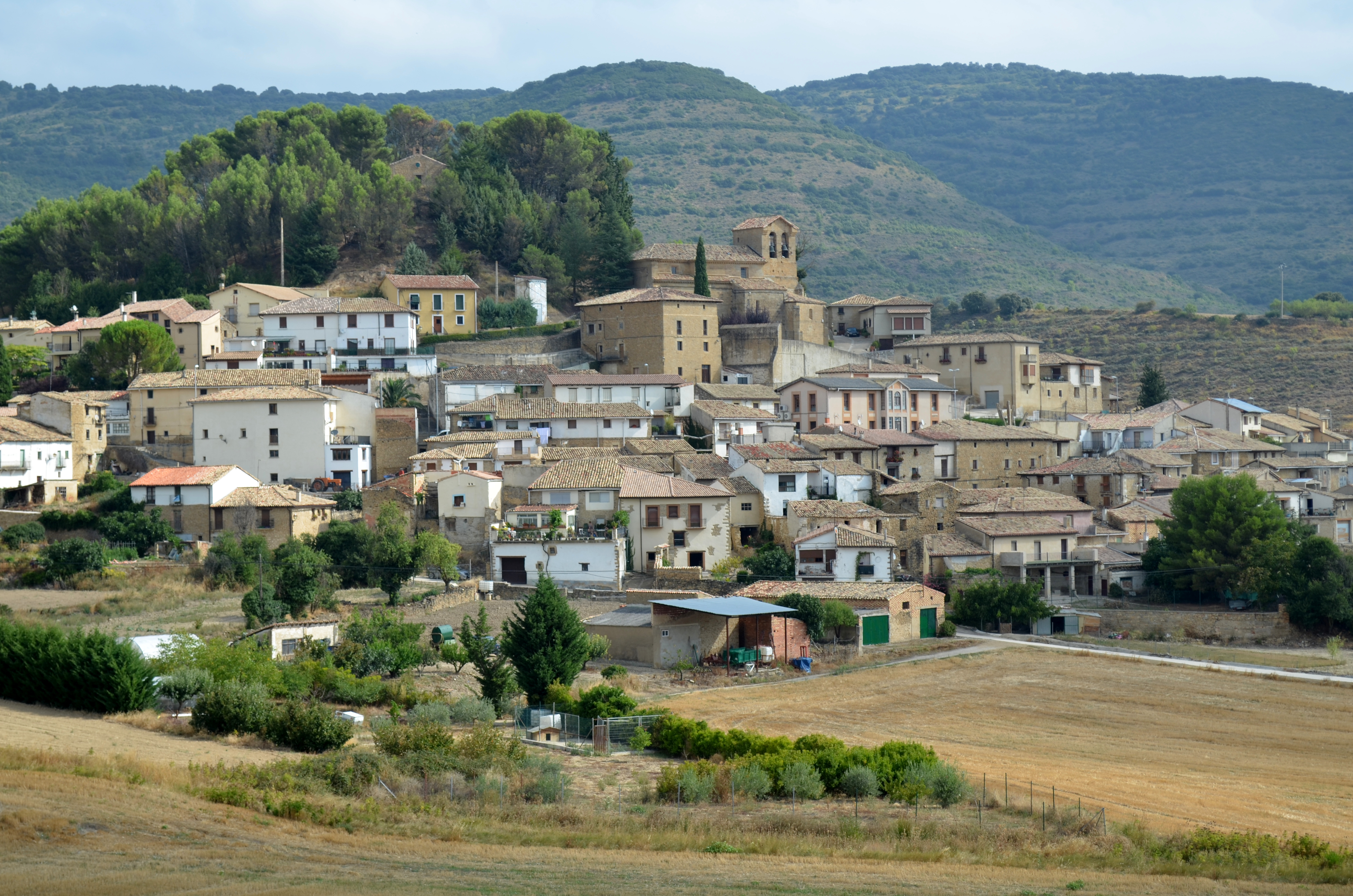
Vista de Eslava
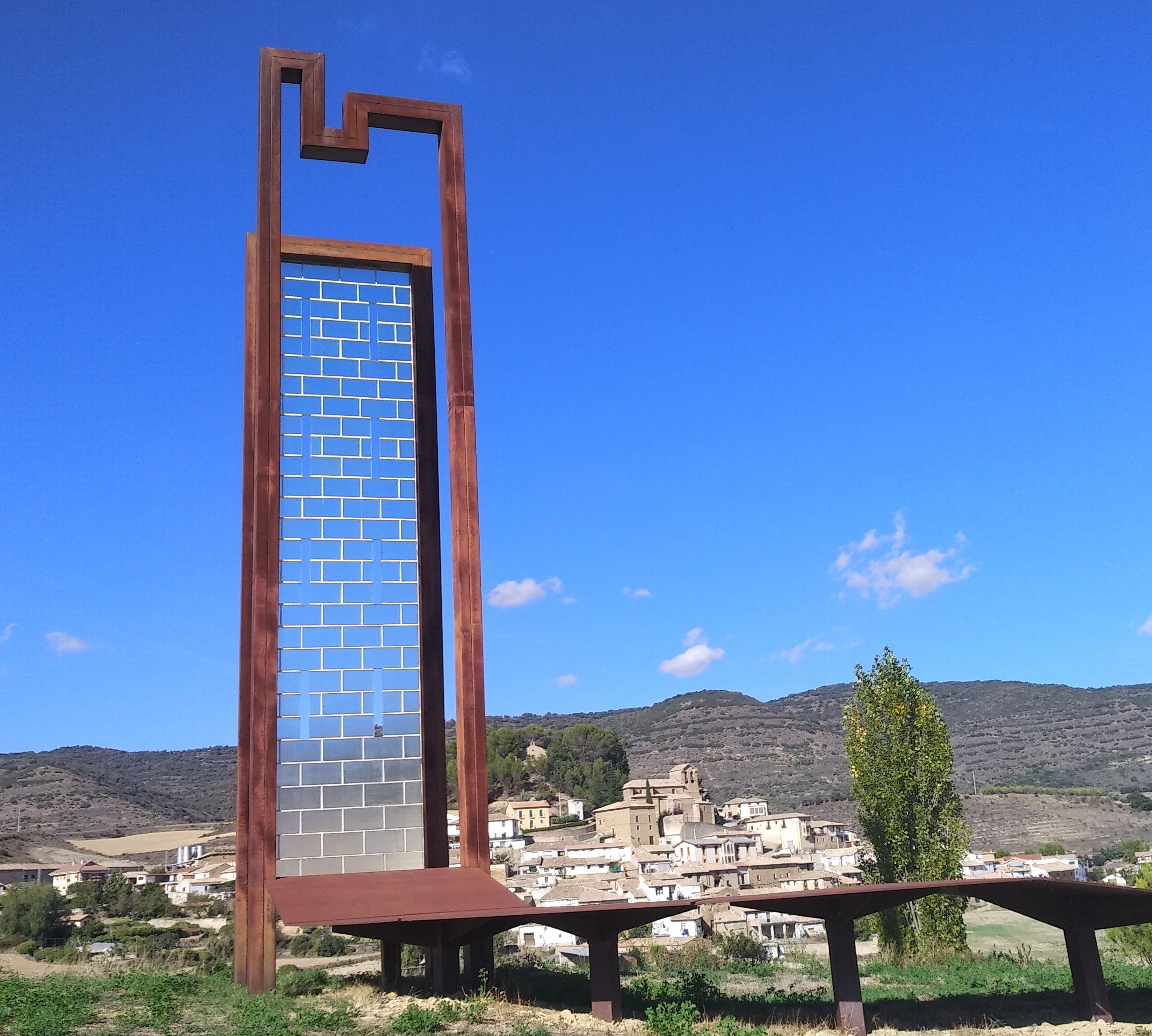
Vista de la Torre Aldunate
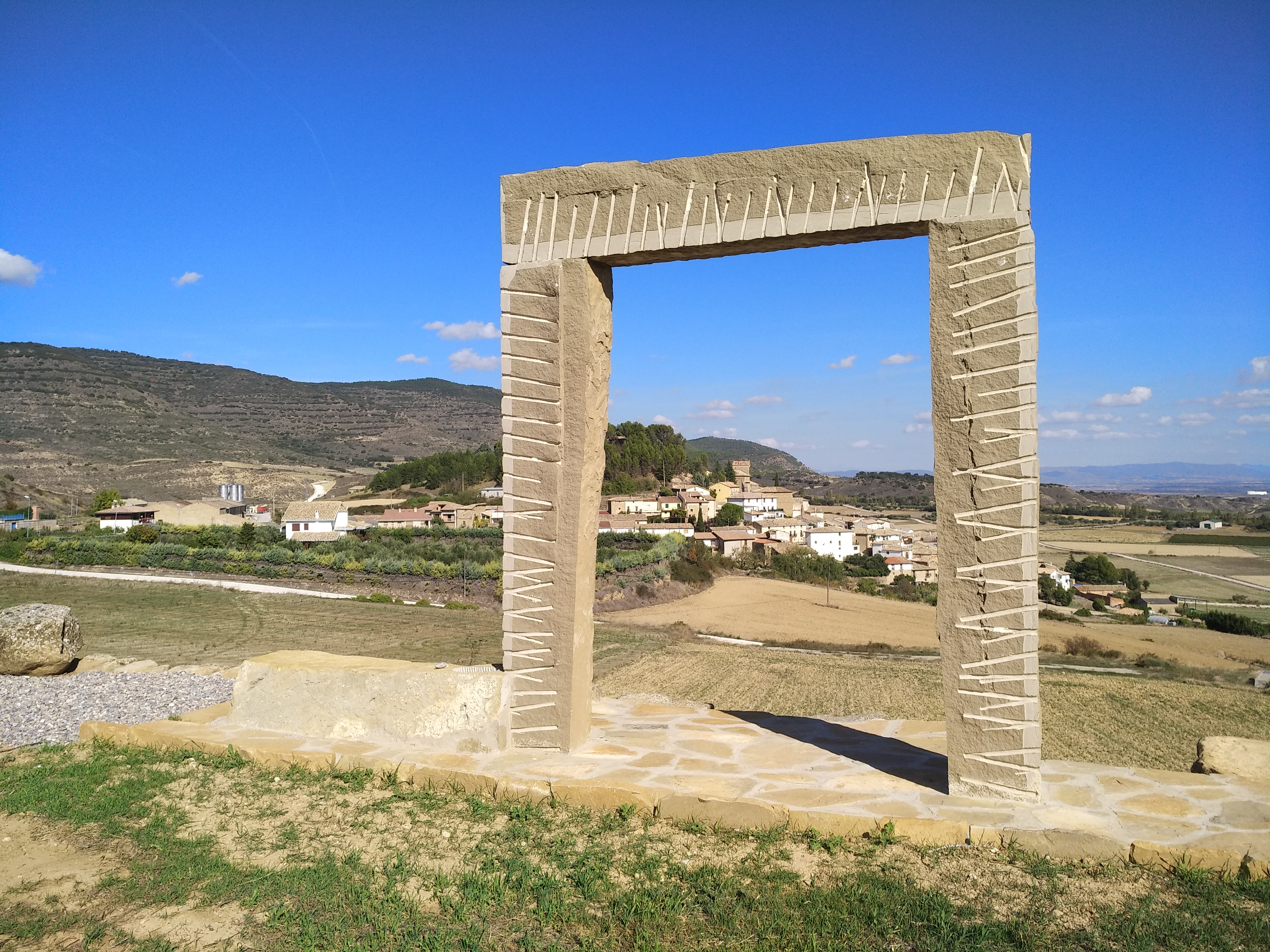
"Mirador", un monumento megalítico de Félix Zaratiegui
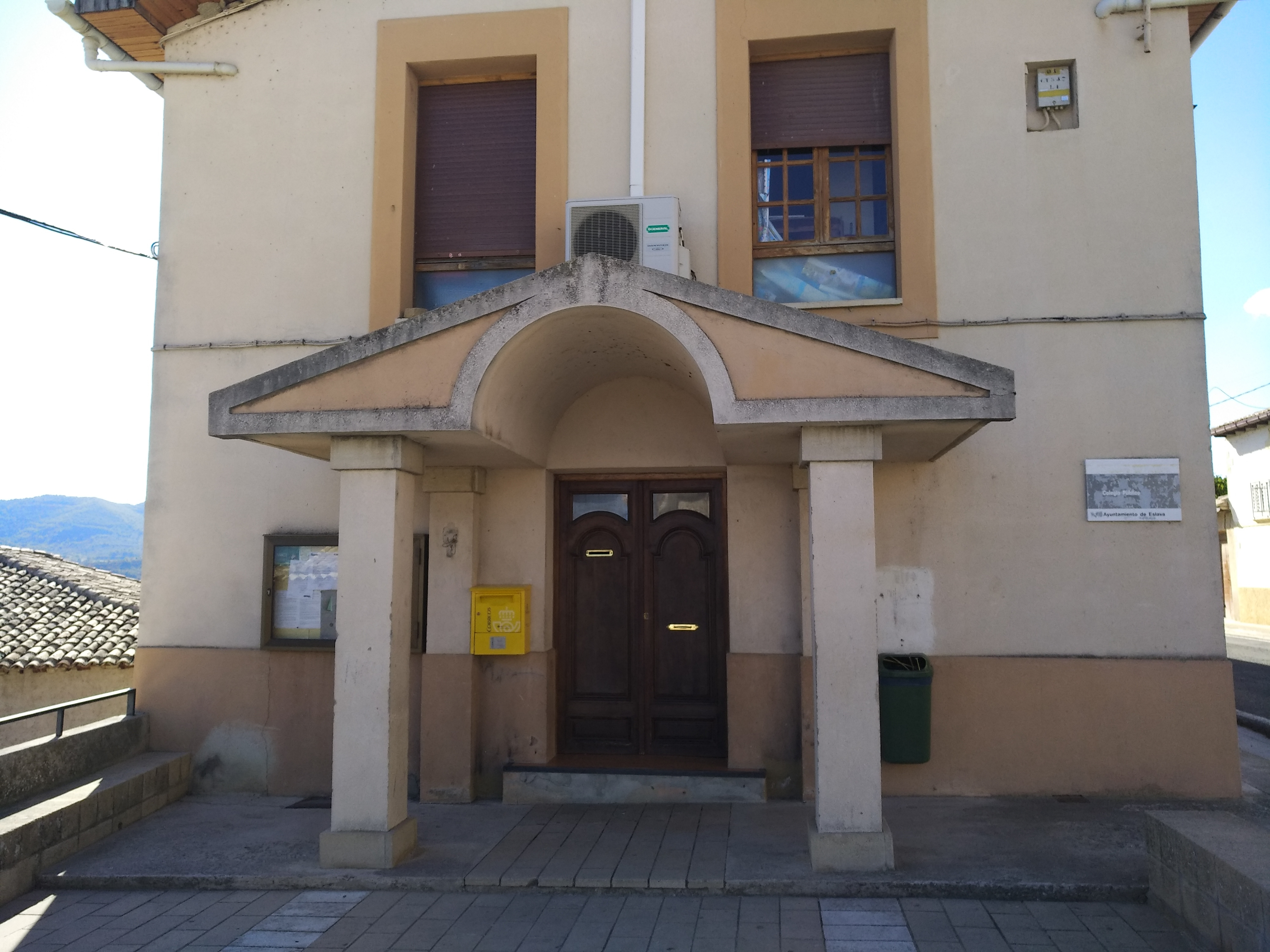
Fachada casa consistorial
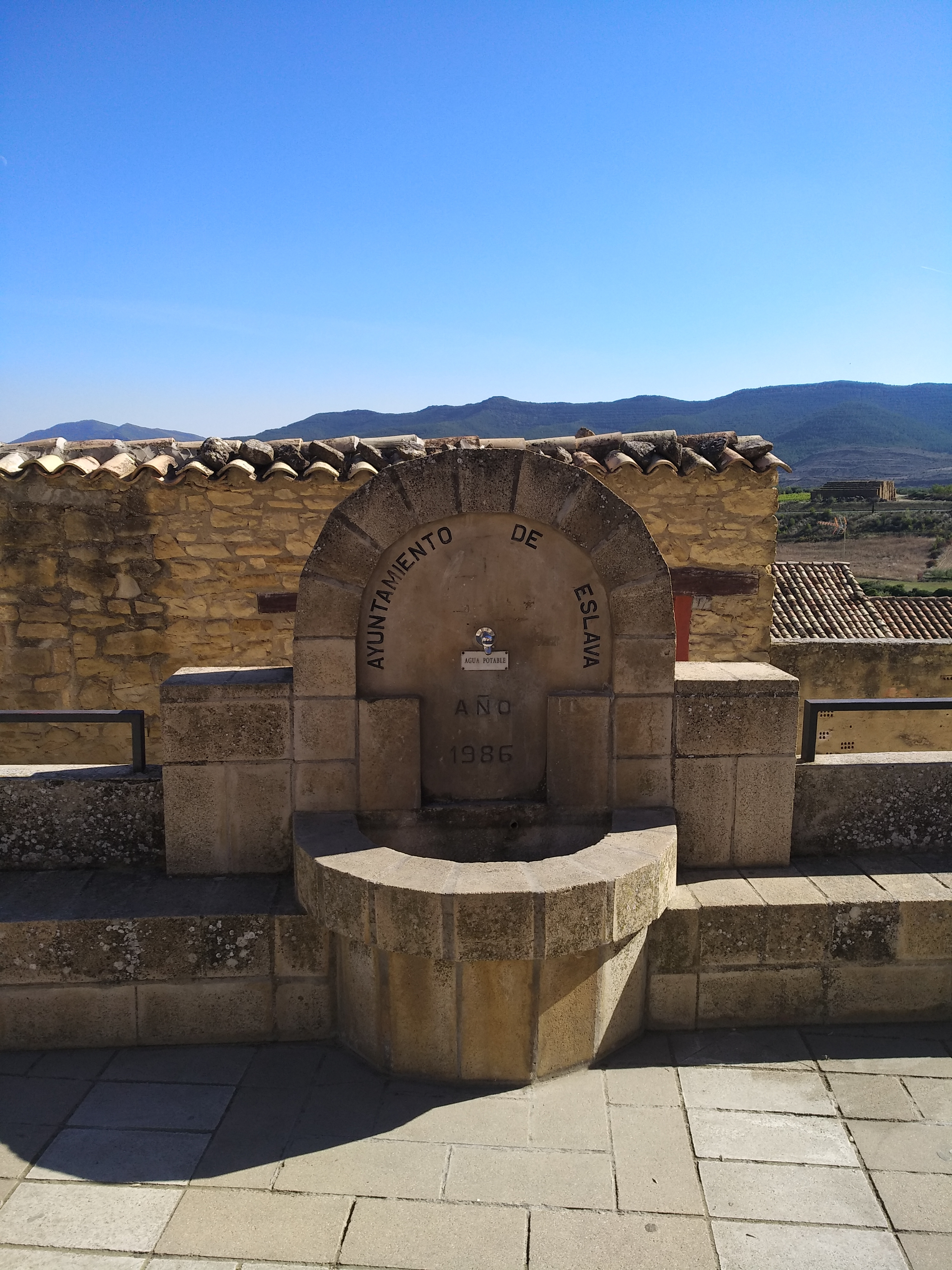
Fuente municipal
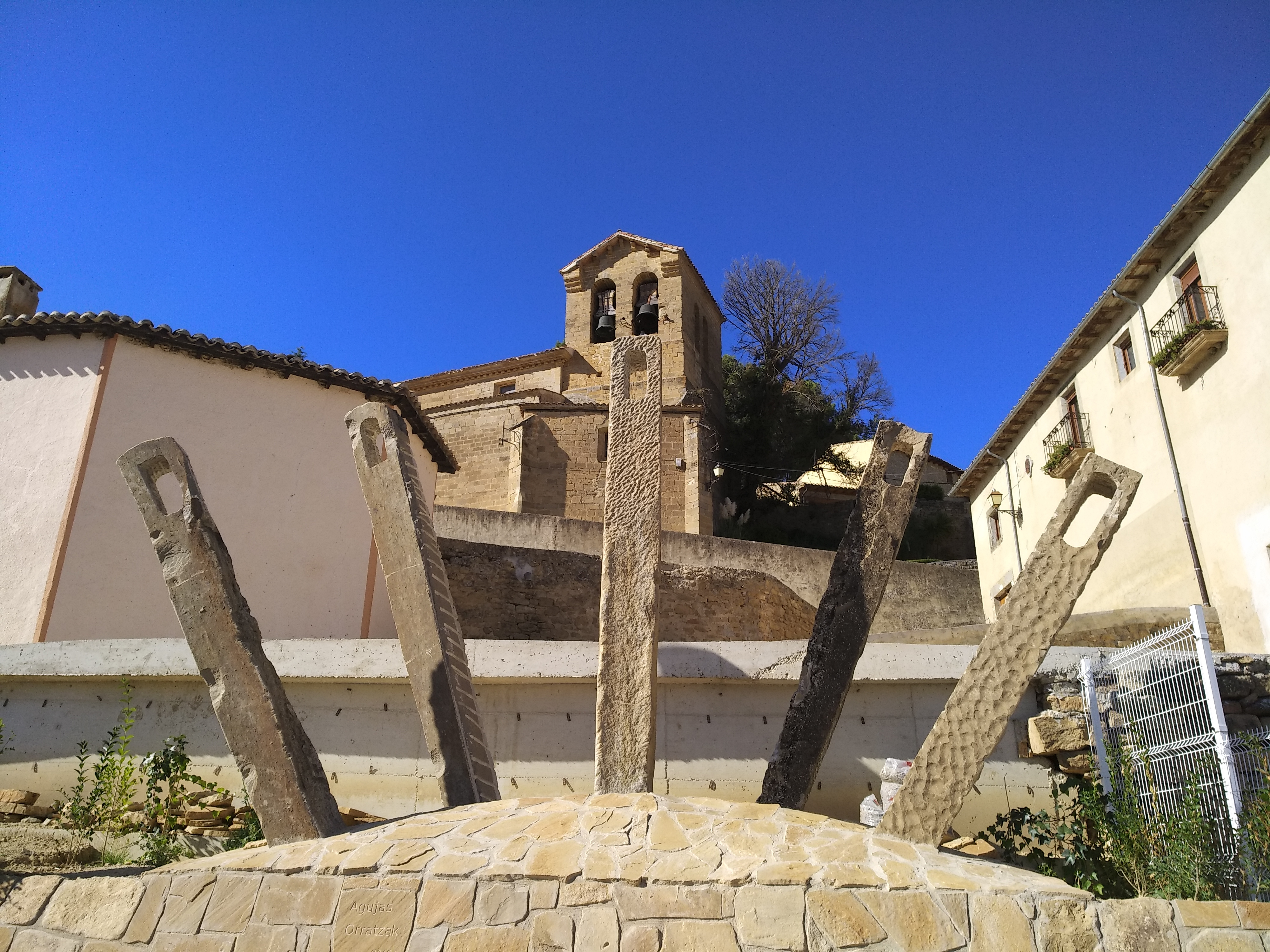
"Las Agujas" de Félix Zaratiegui
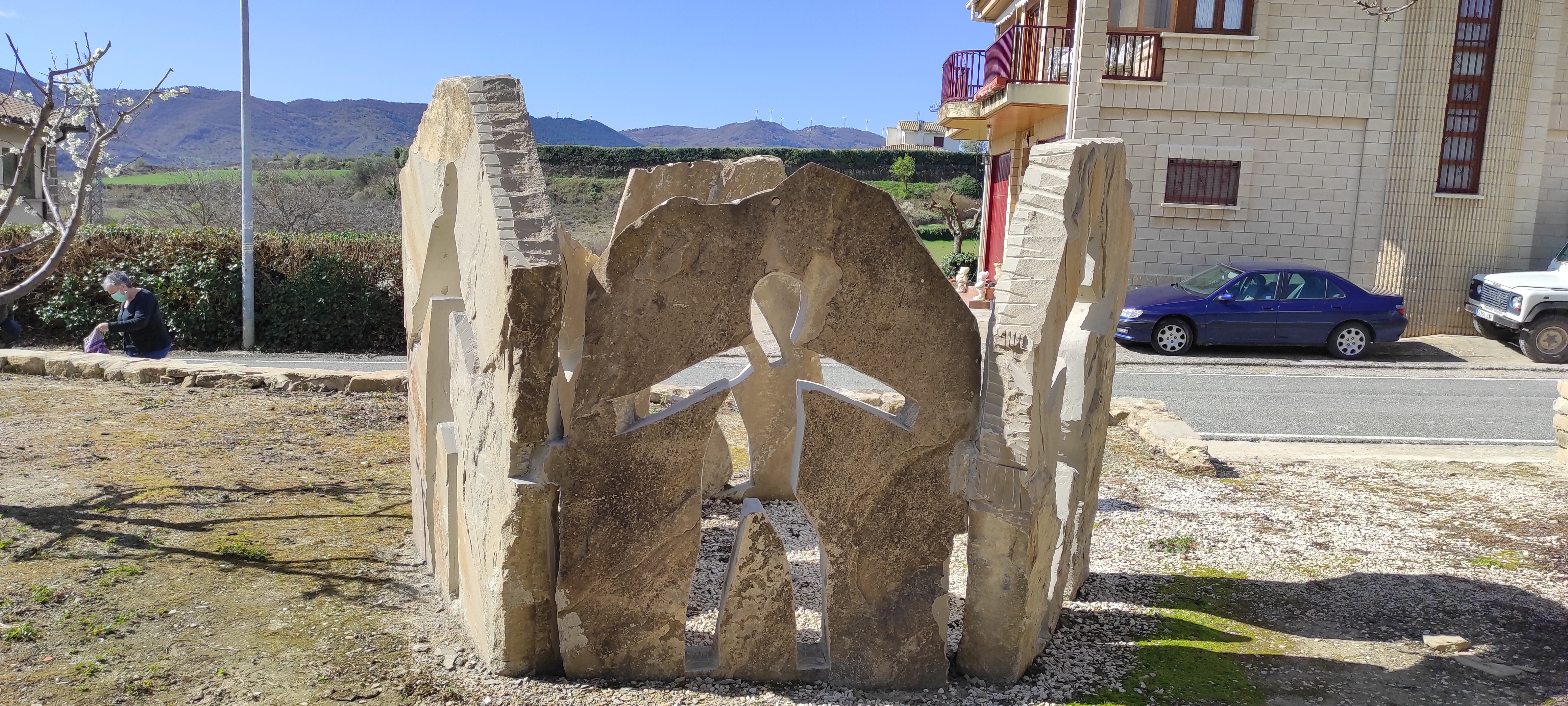
Conjunto escultórico de Félix Zaratiegui en la Calle del Recreo
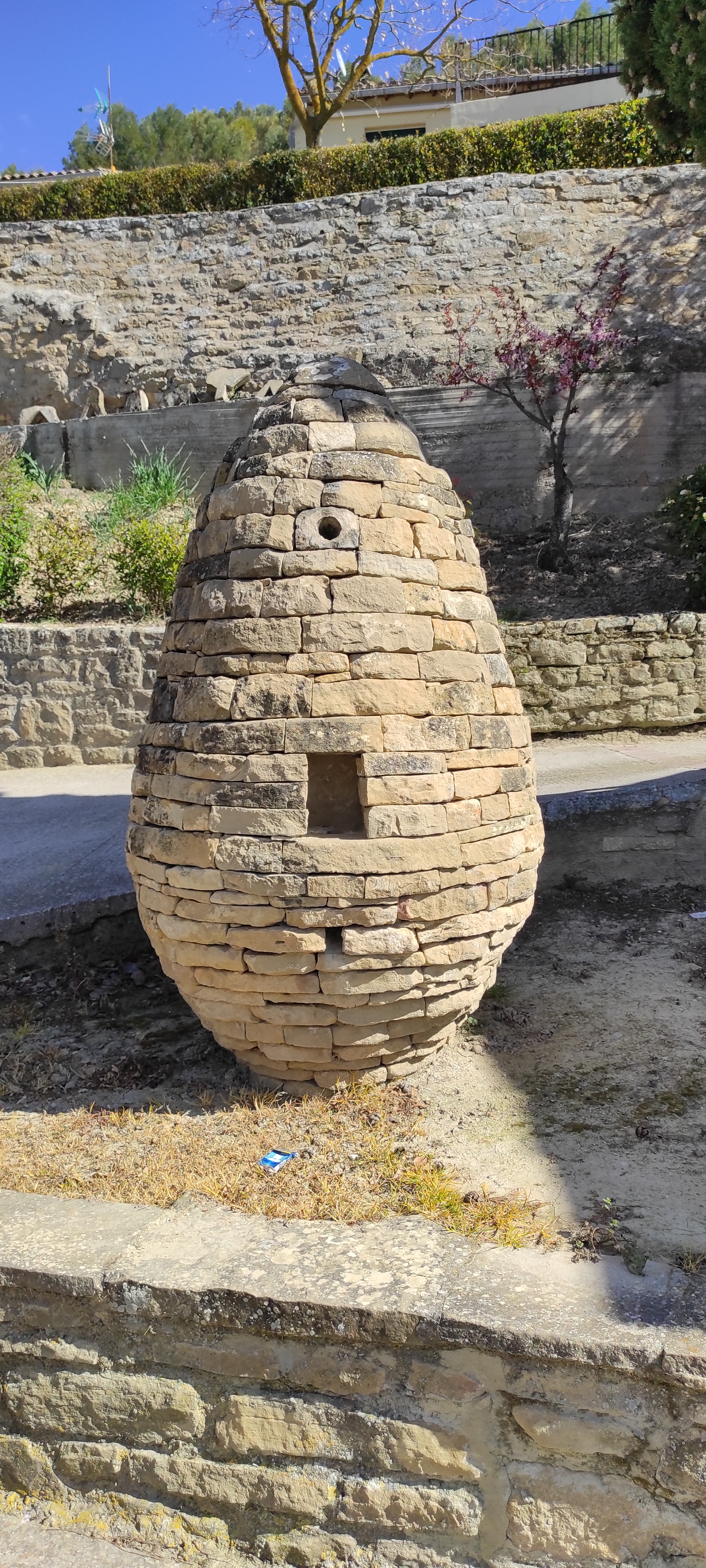
Detalle del conjunto escultórico "Los Cipreses"  de Félix Zaratiegui

## Demografía
Eslava cuenta con una población de 106 habitantes (INE 2024).
| Gráfica de evolución demográfica de Eslava entre 1842 y 2021 |
| |
| Población de derecho según los censos de población del INE Población de hecho según los censos de población del INEEn estos censos se denominaba Eslaba: 1842, 1857 y 1860 |